# 1 de setembre
El primer de setembre és el dos-cents quaranta-quatrè dia de l'any del calendari gregorià i el dos-cents quaranta-cinquè en els anys de traspàs. Resten 121 dies per a acabar l'any.

## Esdeveniments
Països Catalans
- 1300 - Lleida: Jaume el Just hi funda l'Estudi General.
- 1924 - Manresa: Es publica el primer número del setmanari esportiu bagenc A ple aire.[2]
- 1931 - Madrid, Espanya: El Consell de Ministres aprova la cessió del Castell de Bellver i el bosc que el volta a l'Ajuntament de Palma.

Resta del món
- 5509 aC - Dia de la creació del món (segons l'Imperi Romà d'Orient) i començament del seu calendari.
- 1340 - Roma: El Senat Romà concedeix al poeta Petrarca la corona de llorer.
- 1715 - Lluís XIV de França, el Rei Sol, mor després d'un regnat de 72 anys, més llarg que el de cap altre rei francès o monarca europeu important.[3]
- 1816 - Praga: al Teatre dels Estats s'estrena Faust, òpera en tres actes de Ludwig Spohr, amb llibret de Josef Carl Bernard.
- 1870 - Batalla de Sedan, que va tenir com a resultat la captura de l'emperador Napoleó III i el seu exèrcit i va decidir a la pràctica la guerra francoprussiana a favor de Prússia i els seus aliats.[4]
- 1900 - República Sud-africana: L'Imperi Britànic s'annexiona al Transvaal.
- 1923 - Japó: Un terratrèmol destrueix les ciutats de Tòquio i Yokohama i causa unes 200.000 víctimes mortals.[5]
- 1939 - Inici de la Segona Guerra Mundial amb la invasió de Polònia pel Tercer Reich.
- 1951 - Austràlia, Nova Zelanda i els Estats Units signen un pacte de defensa mútua, anomenat Tractat ANZUS.[6]
- 1991 - La Super Nintendo surt al mercat dels Estats Units.
- 2004 - Beslan, Ossètia del Nord, Federació Russa: Presa d'ostatges de Beslan: radicals txetxens segresten una escola, que serà assaltada per l'exèrcit rus al cap de dos dies, amb un balanç de gairebé mig miler de morts.

## Naixements
Països Catalans
- 1834 - Mataró, Maresme: Josep Garcia i Oliver, industrial i polític català (m. 1883).[7]

- 1841 - Mataró, Maresme: Terenci Thos i Codina, advocat, polític i escriptor català (m. 1903).[8]
- 1854 - València: Lluís Tramoyeres i Blasco, historiador de l'art valencià (m. 1920).[9]
- 1873 - Perpinyà, Catalunya del Nord: Josep Calmette, historiador francès de la Catalunya del Nord (m. 1952).
- 1879 - 
  - Artà: Margalida Estelrich Perelló, professora i escriptora mallorquina (m. 1939).[10]
  - Olot, Garrotxa: Pere Aubert i Port, impressor, escriptor, músic i compositor català (m. 1951).
- 1881 - Tarragona: Matilde Ras, pionera de la grafologia científica, traductora, articulista, assagista i escriptora (m.1969).[11]
- 1882 - 
  - Barcelona: Concordi Gelabert i Alart, compositor, professor de música i crític musical català (m. 1944).[12]
  - Barcelona: Dolors Frau i Julià, mezzosoprano catalana (m. 1966).[13]
- 1883 - Peralada, Alt Empordà: Josep Cervera i Bret, compositor, contrabaixista (m. 1969).
- 1888 - Castelló d'Empúries, Alt Empordà: Josep Blanch i Reynalt, músic, compositor de sardanes i director de cobla (m. 1954).[14]
- 1913 - Barcelona: Mary Santpere, actriu polifacètica catalana (m. 1992).[15]
- 1917 - Girona, Gironès: Josep Viader i Moliner, músic, compositor, instrumentista i pedagog català (m. 2012).[16]
- 1915 - Palma: Pere Quetglas i Ferrer, Xam, promotor cultural, educador i artista mallorquí (m. 2001).[17]
- 1923 - Sabadell: Oriol Casassas i Simó, pediatre català (m. 2012).[18]
- 1939 - Barcelona: Xavier Rubert de Ventós, filòsof, escriptor i polític català (m. 2023).
- 1941 - Barcelona: Tilbert Dídac Stegmann, catedràtic de filologia romànica, professor de literatura i catalanòfil alemany.[19]
- 1944 - Alcoi, Alcoià (País Valencià): Antoni Miró, pintor i escultor.[20]
- 1954 - Barcelona: Núria Pradas i Andreu, escriptora catalana de literatura infantil i també de narrativa per a adults.[21]
- 1969 - Barcelona: Enric Masip i Borràs, jugador d'handbol.
- 1994 - Amposta: Aina Cid Centelles, remadora catalana, campiona europea.[22]
- 1996 - Santa Maria de Besora, Osona: Marina Comas i Oller, actriu catalana.[23]

Resta del món
- 1453 - Montilla, Còrdova, Corona de Castella: Gonzalo Fernández de Córdoba, el Gran Capità, militar i noble al servei dels Reis Catòlics (m. 1515).
- 1653 - Nuremberg, Sacre Imperi Romanogermànic: Johann Pachelbel, compositor.
- 1804 - Granada, Espanya: Mariana Pineda, heroïna de la causa liberal espanyola (m. 1831).[24]
- 1854 - Siegburg, Rin del Nord-Westfàlia (Alemanya): Engelbert Humperdinck, compositor alemany (m. 1921).
- 1875 - Chicago, Estats Units d'Amèrica: Edgar Rice Burroughs, escriptor de gènere fantàstic, creador del personatge Tarzan (m. 1950).[25]
- 1877 - Birmingham, Anglaterra: Francis William Aston, físic i químic anglès, Premi Nobel de Química de 1922 (m. 1945).[26]
- 1878 - Rottanova di Cavarzere, Vèneto, Itàlia: Tullio Serafin, director d'orquestra italià (m. 1968).
- 1882 - Nova York: Georgina Jones, tennista estatunidenca que va competir al tombant del segle xix (m. 1955).[27]
- 1884 - Halle/Saale, Alemanya: Gertrud Kappel, cantant d'òpera alemanya, especialista en les òperes de Richard Wagner (m. 1971).[28]

- 1886 - Capivari, estat de São Paulo: Tarsila do Amaral, pintora modernista, figura emblemática de la pintura del Brasil (m. 1973).[29]
- 1901 - Baviera (Alemanya): Franz Biebl, compositor alemany.
- 1922 - 
  - Gènova, Itàlia: Vittorio Gassman, actor teatral i cinematogràfic i director de cinema italià (m. 2000).[30]
  - Vancouver: Yvonne De Carlo, actriu de cinema i televisió d'origen canadenc naturalitzada estatunidenca (m. 2007).[31]
- 1924 - Esmirna: Arda Mandikian, cantant d'òpera soprano greco-armènia (m. 2009).[32]
- 1925 -
  - Nova York (EUA): Roy J. Glauber, físic nord-americà, Premi Nobel de Física de l'any 2005 (m. 2018).[33]
  - Mülhausen, França: Christiane Scrivener, política francesa, membre de la Comissió Delors entre 1989 i 1995.[34]
- 1938 - Copenhaguen, Dinamarca: Per Kirkeby pintor, escultor, realitzador de pel·lícules i escriptor danès.
- 1940 - Lillebone (França): Annie Ernaux, escriptora francesa.[35]
- 1942 - Lisboa, Portugal: António Lobo Antunes, escriptor i psiquiatra portuguès.
- 1945 - Sivas, Turquia: Mustafa Balel, escriptor i traductor turc.
- 1957 - L'Havana, Cuba: Gloria María Milagrosa Fajardo García Estefan (Gloria Estefan), cantant, compositora i actriu cubana.[36]
- 1946 - Douglas (illa de Man), Regne Unit: Barry Gibb, cantant, compositor i productor anglès, membre dels Bee Gees.[37]
- 1955 - Matilde Pastora Asian González, inspectora d'hisenda i política espanyola, ha estat diputada al Congrés.[38]
- 1963 - Madrid: Almudena Ariza Núñez, periodista espanyola.[39]
- 1990 - Londres: Ann Sophie Dürmeyer, més coneguda com a Ann Sophie, és una cantant alemanya.[40]
- 1994 - Madrid, Espanya: Carlos Sainz Vázquez de Castro, més conegut com a Carlos Sainz, Jr, pilot espanyol.
- 1995 - El Escorial, Madrid, Espanya: Munir El Haddadi Mohamed, esportivament conegut com a Munir, futbolista espanyol.
- 1996 - Oakland, Califòrnia, EUA: Zendaya, actriu, ballarina, cantant i model estatunidenca,
- 1997 - Busan, Corea del Sud: Jungkook, cantant, ballarí, compositor, raper, productor, model i MC, membre de BTS

## Necrològiques
Països Catalans
- 1198 - Coïmbra: Dolça de Barcelona, infanta d'Aragó i reina consort de Portugal (n. 1160).[41]
- 1791 - Barcelona: Jaume Caresmar i Alemany, historiador i eclesiàstic català (n. 1717).[42]
- 1884 - Sabadell: Feliu Vilarrúbias i Busquets, advocat i alcalde de Sabadell.
- 1931 - Barcelona: Enric Sagnier i Villavecchia, prolífic arquitecte català (n. 1858).[43]
- 1973 - Roma: Graziella Pareto, soprano de coloratura barcelonesa (n. 1889).[44]
- 1977 - Vilanova i la Geltrú, Garraf: Martí Joan Torrents i Brunet, aquarel·lista i pintor català (n. 1887).
- 1993 - Barcelona: Adolf Cabané i Pibernat, músic català que compongué l'himne del Centre d'Esports Sabadell i el del Futbol Club Barcelona (oficial en el període 1957-1974).
- 2005 - Creixell, Tarragonès: Manuel Ausensi i Albalat, baríton d'òperes i sarsueles (n. 1919).[45]
- 2017 - Joaquim Vilallonga i Renom, jugador d'hoquei sobre patins català.
- 2019 - Reus: Maria Àngels Ollé, pedagoga, escriptora i professora universitària catalana.[46]

Resta del món
- 1010 - Califat de Còrdova: Aeci, bisbe de Barcelona, mort durant les operacions militars catalanes contra els cordovesos.
- 1557 - Sant-Maloù: Jacques Cartier, navegant i explorador bretó, el primer gran explorador francès d'Amèrica del Nord (n. 1491).[47]
- 1581 - Amritsar, Índia: Guru Ram Das Ji va ser el quart guru dels 10 gurus del sikhisme.
- 1678 - Anvers, Bèlgica: Jan Brueghel el Jove, pintor barroc flamenc, fill de Jan Brueghel el Vell.
- 1715 - Versalles, Regne de França: Lluís XIV, el Rei Sol.[48]

- 1728 - Versalles: Jean-François Lalouette, músic francès del Barroc.
- 1944 - Varsòvia, Polònia: Krystyna Dąbrowska, escultora i pintora polonesa (n. 1906).
- 1948 - Saló: Giuseppina Cobelli, soprano italiana (n. 1898).[49]
- 1953 - Mont-Cemet, Barcelonette, França: Jacques Thibaud, violinista francès (n. 1880).[50]
- 1962 - Medina de Rioseco: Luisa Cuesta, mestra, bibliotecària, advocada espanyola, pionera universitària (n. 1892).[51]
- 1970 - París (França): François Mauriac, escriptor francès, Premi Nobel de Literatura de l'any 1952 (n. 1885).[52]
- 1972 - 
  - Hong Kong: He Xiangning, revolucionària, feminista, política, pintora i poeta xinesa.
  - Pasadena, Califòrnia: May Aufderheide, compositora estatunidenca de ragtime (n. 1888).[53]
- 1977 - Los Angeles, Califòrniaː Ethel Waters, cantant de blues i actriu estatunidenca (m. 1977).[54]
- 1988 - Berkeley, Califòrnia (EUA): Luis Walter Álvarez, físic estatunidenc, Premi Nobel de Física de l'any 1968 (n. 1911).[55]
- 1995 - Santiago: María de la Cruz Toledo, política xilena i la primera senadora del seu país (n.1912).[56]
- 2015 -
  - Yerevan: Gurguèn Dalibaltaian, militar armeni.[57]
  - Ferrol: Alfonso Couce Doce, forense i polític espanyol.
- 2017 - Londres, Anglaterra: Cormac Murphy-O'Connor, bisbe i cardenal anglès de l'Església Catòlica Romana (n. 1932).[58]

## Festes i commemoracions
- Inici de l'any litúrgic per a l'Església Ortodoxa
- Onomàstiques:
  - sants Josuè i Gedeó, jutges d'Israel;
  - Anna (profetessa);
  - sant Daniel d'Arle, màrtir;
  - Gil l'Eremita, abat;
  - Gil de Castañeda, abat;
  - Llop de Sens, Arquebisbe de Sens, patró de Centelles;[59][60]
  - beats Josep Samsó i Elias, prevere i màrtir.